# Tugimaantee 93
De Tugimaantee 93 is een secundaire weg in Estland. De weg takt bij het dorp Ontika af van de Põhimaantee 1, komt door de stadsdelen Järve en Kukruse van de stad Kohtla-Järve en de vlek Tammiku en komt in het stadsdeel Ahtme van Kohtla-Järve uit op de Põhimaantee 3. De weg is 10,7 kilometer lang. 